# Heinz Stettler
Heinz Stettler (ur. 1 marca 1953 w Regensdorfie, zm. 24 maja 2006) – szwajcarski bobsleista i lekkoatleta. Brązowy medalista olimpijski z Sarajewa.
Sportową karierę rozpoczął od lekkoatletyki (był medalistą mistrzostw kraju w rzucie dyskiem i pchnięciu kulą). Zawody w 1984 były jego jedynymi igrzyskami olimpijskimi. Po medal sięgnął w czwórkach. Osadę tworzyli także Silvio Giobellina, Urs Salzmann i Rico Freiermuth. Był także złotym (1982) i brązowym (1985) medalistą mistrzostw świata.